# Grb Mjanmara
Grb Mjanmara se sastoji od dva zlatna mitska lava okrenuta suprotno jedan od drugoga. Između njih se nalazi mjanmarski zemljovid na crvenoj podlozi. Grb je okružen tradicionalnim mjanmarskim cvijećem i zlatnom zvijezdom na vrhu. Ispod grba je povez s natpisom koji sadržava službeni državni naziv Unije.
Mjanmarski grb do 2008. je bio načinjen od dva plava mitska lava okrenuta suprotno jedan od drugoga. Između njih je bio postavljen zupčanik na kojemu se nalazio mjanmarski zemljovid. Grb je bio okružen tradicionalnim mjanmarskim cvijećem i bijelom zvijezdom iznad. Ispod grba je bila vrpca s natpisom "Pyidaungsu Socialist Thamada Myanmar-naing-gan-daw" (Unija Socijalističkog Mjanmara).